# Novelsis bitaeniatus
Novelsis bitaeniatus là một loài bọ cánh cứng trong họ Dermestidae. Loài này được Steinheil miêu tả khoa học năm 1869.